# Taymyrelectron sukatshevae
Taymyrelectron sukatshevae is een fossiele soort schietmot uit de familie Taymyrelectronidae.